# Nebròtida
La dinastia Nebròtida fou una nissaga que va governar el regne d'Ibèria de vers el 162 aC fins al 90 aC.
El primer sobirà apareix qualificat a les cròniques com Nebrot'iani (ნებროთიანი), que vol dir "de la raça de Nimrod" que sembla era un terme genèric aplicat a tots els nobles iranians. Cyril Toumanoff pensa que podria ser un Orontida o un Mihrànida. Va arribar al tron per matrimoni succeint a la dinastia Farnabàzida.
Els reis foren:
- Mirian I (o Mirvan I) que va regnar vers 162-112 o 159-112 aC
- Farnajom, fill de l'anterior, que va regnar vers 112-93 o 109-90 aC, sent deposat i mort en una rebel·lió que va instaurar la dinastia Artàxida, una branca de la dinastia armènia d'aquest nom.